# TNT/Lock Up Your Daughters Summer Vacation Tour
Az TNT/Lock Up Your Daughters Summer Vacation Tour az ausztrál AC/DC hard rock együttes második turnéja. Itt már végig az első klasszikus fölállás játszott. A turné az együttes második ausztrál kiadású albumát a T.N.T.-t népszerűsítette. Valójában teljesen összefüggött az előző turnéval.
A körút nagyobb sajtóvisszhangot keltett, így az album eladási is magasabbak lettek az elődjénél (egy hónap alatt 45 ezer példány). Több verekedés és botrány övezte a koncerteket, főleg nőügyekből adódóan. Ilyen verekedések közben fordult elő például, hogy Angus Young elvágta, Phil Rudd pedig eltörte a kezét a turné kellős közepén.
Itt debütált az együttes egyik legnagyobb mutatványa: Bon Scott a közönség soraiban sétált a nyakában gitározó Angus-szal. A növekvő hazai népszerűséget látva Browning úgy gondolta, hogy bemutatja az együttest a nemzetközi piacnak, így megállapodott az Atlantic Records-szal.

## Közreműködők
- Angus Young: gitár
- Malcolm Young: gitár
- Bon Scott: ének
- Mark Evans: basszusgitár
- Phil Rudd: dob

## Dalok listája
T.N.T. Tour 
1. Live Wire
2. She's Got Balls
3. Rock 'n' Roll Singer
4. Soul Stripper
5. High Voltage
6. It's a Long Way to the Top (If You Wanna Rock 'n' Roll)
7. The Jack
8. Can I Sit Next to You Girl
9. T.N.T.
10. Baby, Please Don't Go

Lock Up Your Daughters Tour:
1. Live Wire
2. She's Got Balls
3. School Days
4. It's a Long Way to the Top (If You Wanna Rock 'n' Roll)
5. High Voltage
6. The Jack
7. Can I Sit Next to You Girl
8. T.N.T.
9. Baby, Please Don't Go

## Koncertek
| Időpont              | Helyszín                   |
| -------------------- | -------------------------- |
| 1975. szeptember 15. | Ausztrália, Merredin       |
| 1975. szeptember 18. | Ausztrália, Leederville    |
| 1975. szeptember 19. | Ausztrália, Perth          |
| 1975. szeptember 19. | Ausztrália, Perth          |
| 1975. szeptember 20. | Ausztrália, Leederville    |
| 1975. szeptember 20. | Ausztrália, Perth          |
| 1975. szeptember 22. | Ausztrália, Geraldton      |
| 1975. szeptember 23. | Ausztrália, Katanning      |
| 1975. szeptember 24. | Ausztrália, Bunbury        |
| 1975. szeptember 25. | Ausztrália, Leederville    |
| 1975. szeptember 25. | Ausztrália, Busselton      |
| 1975. szeptember 26. | Ausztrália, Leederville    |
| 1975. szeptember 26. | Ausztrália, Perth          |
| 1975. szeptember 27. | Ausztrália, Perth          |
| 1975. szeptember 27. | Ausztrália, Leederville    |
| 1975. szeptember 27. | Ausztrália, Perth          |
| 1975. október 6.     | Ausztrália, Melbourne      |
| 1975. október 7.     | Ausztrália, Thornbury      |
| 1975. október 9.     | Ausztrália, Thornbury      |
| 1975. október 12.    | Ausztrália, Ringwood       |
| 1975. október 16.    | Ausztrália, Preston        |
| 1975. október 16.    | Ausztrália, St. Albans     |
| 1975. október 17.    | Ausztrália, Tottenham      |
| 1975. október 27.    | Ausztrália, Sydney         |
| 1975. október 28.    | Ausztrália, Sydney         |
| 1975. október 29.    | Ausztrália, Sydney         |
| 1975. október 30.    | Ausztrália, Sydney         |
| 1975. október 31.    | Ausztrália, Sydney         |
| 1975. november 1.    | Ausztrália, Sydney         |
| 1975. november 2.    | Ausztrália, Sydney         |
| 1975. november 3.    | Ausztrália, Geelong        |
| 1975. november 4.    | Ausztrália, Melbourne      |
| 1975. november 10.   | Ausztrália, Adelaide       |
| 1975. november 11.   | Ausztrália, Adelaide       |
| 1975. november 12.   | Ausztrália, Adelaide       |
| 1975. november 13.   | Ausztrália, Adelaide       |
| 1975. november 14.   | Ausztrália, Adelaide       |
| 1975. november 27.   | Ausztrália, Lismore        |
| 1975. november 28.   | Ausztrália, Miami          |
| 1975. november 29.   | Ausztrália, Kingaroy       |
| 1975. november 30.   | Ausztrália, Brisbane       |
| 1975. december 2.    | Ausztrália, Gunnedah       |
| 1975. december 3.    | Ausztrália, Tamworth       |
| 1975. december 5.    | Ausztrália, Wyong          |
| 1975. december 6.    | Ausztrália, Newcastle      |
| 1975. december 7.    | Ausztrália, Taree          |
| 1975. december 9.    | Ausztrália, Port Macquarie |
| 1975. december 10.   | Ausztrália, Kempsey        |
| 1975. december 11.   | Ausztrália, Coffs Harbour  |
| 1975. december 12.   | Ausztrália, Grafton        |
| 1975. december 13.   | Ausztrália, Moree          |
| 1975. december 14.   | Ausztrália, Inverell       |
| 1975. december 16.   | Ausztrália, Bathurst       |
| 1975. december 17.   | Ausztrália, Parkes         |
| 1975. december 18.   | Ausztrália, Cowra          |
| 1975. december 19.   | Ausztrália, Dubbo          |
| 1975. december 20.   | Ausztrália, Orange         |
| 1975. december 21.   | Ausztrália, Goulburn       |
| 1975. december 22.   | Ausztrália, Cooma          |
| 1975. december 23.   | Ausztrália, Canberra       |
| 1975. december 24.   | Ausztrália, Sydney         |
| 1975. december 24.   | Ausztrália, Sydney         |
| 1975. december 26.   | Ausztrália, Shepparton     |
| 1975. december 27.   | Ausztrália, Albury         |
| 1975. december 28.   | Ausztrália, Wangaratta     |
| 1975. december 31.   | Ausztrália, Adelaide       |
| 1976. január 1.      | Ausztrália, Inverloch      |
| 1976. január 2.      | Ausztrália, Portland       |
| 1976. január 3.      | Ausztrália, Mount Gambier  |
| 1976. január 4.      | Ausztrália, Port Ferry     |
| 1976. január 5.      | Ausztrália, Warrnambool    |
| 1976. január 8.      | Ausztrália, Mildura        |
| 1976. január 9.      | Ausztrália, Sunbury        |
| 1976. január 10.     | Ausztrália, Cobram         |
| 1976. január 11.     | Ausztrália, Echuca         |
| 1976. január 12.     | Ausztrália, Bendigo        |
| 1976. január 14.     | Ausztrália, Apollo Bay     |
| 1976. január 15.     | Ausztrália, Ararat         |
| 1976. január 16.     | Ausztrália, Lorne          |
| 1976. január 17.     | Ausztrália, Rosebud        |
| 1976. január 21.     | Ausztrália, Wonthaggi      |
| 1976. január 22.     | Ausztrália, Sale           |
| 1976. január 23.     | Ausztrália, Bairnsdale     |
| 1976. január 24.     | Ausztrália, Adelaide       |
| 1976. január 27.     | Ausztrália, Thornbury      |
| 1976. január 28.     | Ausztrália, Moorabbin      |
| 1976. január 30.     | Ausztrália, Tottenham      |
| 1976. február 4.     | Ausztrália, Sydney         |
| 1976. február 5.     | Ausztrália, Sydney         |
| 1976. február 6.     | Ausztrália, Sydney         |
| 1976. február 6.     | Ausztrália, Sydney         |
| 1976. február 7.     | Ausztrália, Hurstville     |
| 1976. február 25.    | Ausztrália, Burnie         |
| 1976. február 26.    | Ausztrália, Devonport      |
| 1976. február 27.    | Ausztrália, Launceston     |
| 1976. február 28.    | Ausztrália, Hobart         |
| 1976. február 29.    | Ausztrália, Queenstown     |
| 1976. március 3.     | Ausztrália, St. Albans     |
| 1976. március 4.     | Ausztrália, Goulburn       |
| 1976. március 5.     | Ausztrália, Melbourne      |
| 1976. március 6.     | Ausztrália, Mount Gambier  |
| 1976. március 7.     | Ausztrália, Castlemaine    |
| 1976. március 8.     | Ausztrália, Korumburra     |
| 1976. március 12.    | Ausztrália, Sydney         |
| 1976. március 13.    | Ausztrália, Sydney         |
| 1976. március 13.    | Ausztrália, Hurstville     |
| 1976. március 13.    | Ausztrália, Sydney         |
| 1976. március 14.    | Ausztrália, Brisbane       |
| 1976. március 20.    | Ausztrália, Sydney         |
| 1976. március 27.    | Ausztrália, Sydney         |
| 1976. március 27.    | Ausztrália, Sydney         |